# Varan de Timor
Pour les articles homonymes, voir Timor (homonymie).
Varanus timorensis
Espèce
Synonymes
- Monitor timorensis Gray, 1831

Statut CITES
Le Varan de Timor, Varanus timorensis, est une espèce de sauriens de la famille des Varanidae.

## Répartition
Cette espèce se rencontre :
- dans le sud de la Nouvelle-Guinée ;
- en Australie dans le Territoire du Nord, le Queensland et l'Australie-Occidentale ;
- en Indonésie sur l'île de Timor.

## Description

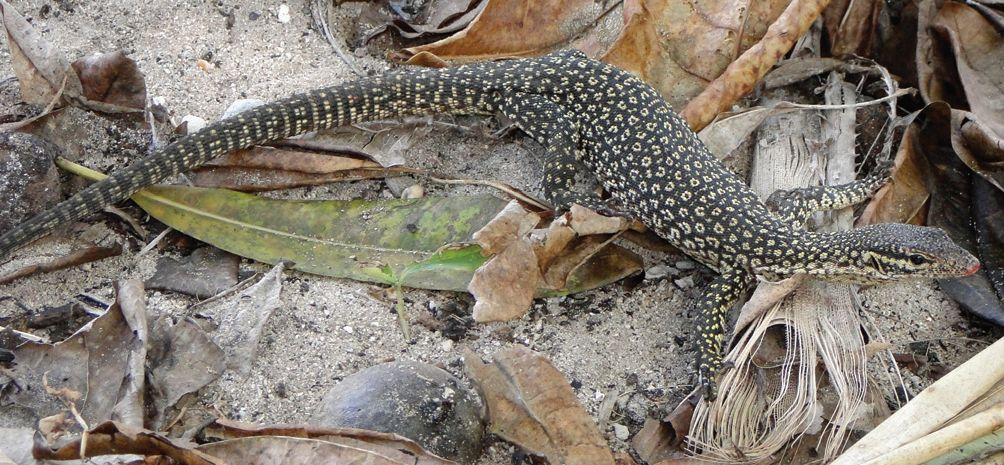

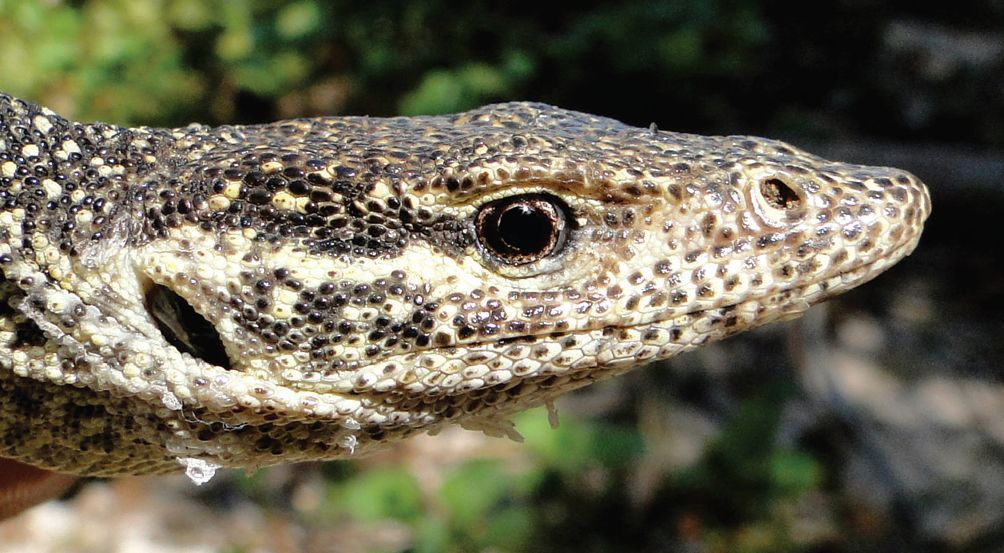

Le Varan de Timor a une peau où domine le noir et le vert foncé, parsemée de petites taches jaune doré sur le dos, jaune paille sur le ventre. Il a un nez pointu, une excellente vue, des dents acérées et une longue queue. Il a aussi de grandes griffes pointues qui lui permettent de grimper facilement dans les arbres. Il mesure de 50 à 70 cm de long.

## Mode de vie
Le varan de Timor est un reptile arboricole diurne. Il a une alimentation variée: insectes, scorpions, petits rongeurs, petits reptiles comme les geckos ou les petits serpents. La période de reproduction s'étale en été, de décembre à mars, et la femelle va pondre jusqu'à 11 œufs qui mettront de 3 à 4 mois pour éclore en fonction de la température. Les nouveau-nés mesurent environ 5 cm mais ils vont grandir très vite.

## Publication originale
- Gray, 1831 "1830" : A synopsis of the species of Class Reptilia. The animal kingdom arranged in conformity with its organisation by the Baron Cuvier with additional descriptions of all the species hither named, and of many before noticed, V Whittaker, Treacher and Co., London, vol. 9, Supplement, p. 1-110 (texte intégral).